# Uke
Uke é, em algumas artes marciais japonesas, a pessoa que recebe a técnica e realiza o ukemi para se proteger. Em aikido o uke começa a atacar primeiro o seu parceiro para, posteriormente, receber a técnica que estiverem treinando. A pessoa que executa a técnica é chamada nage, no caso do  aikido, e tori, no judô.